# Лихие люди

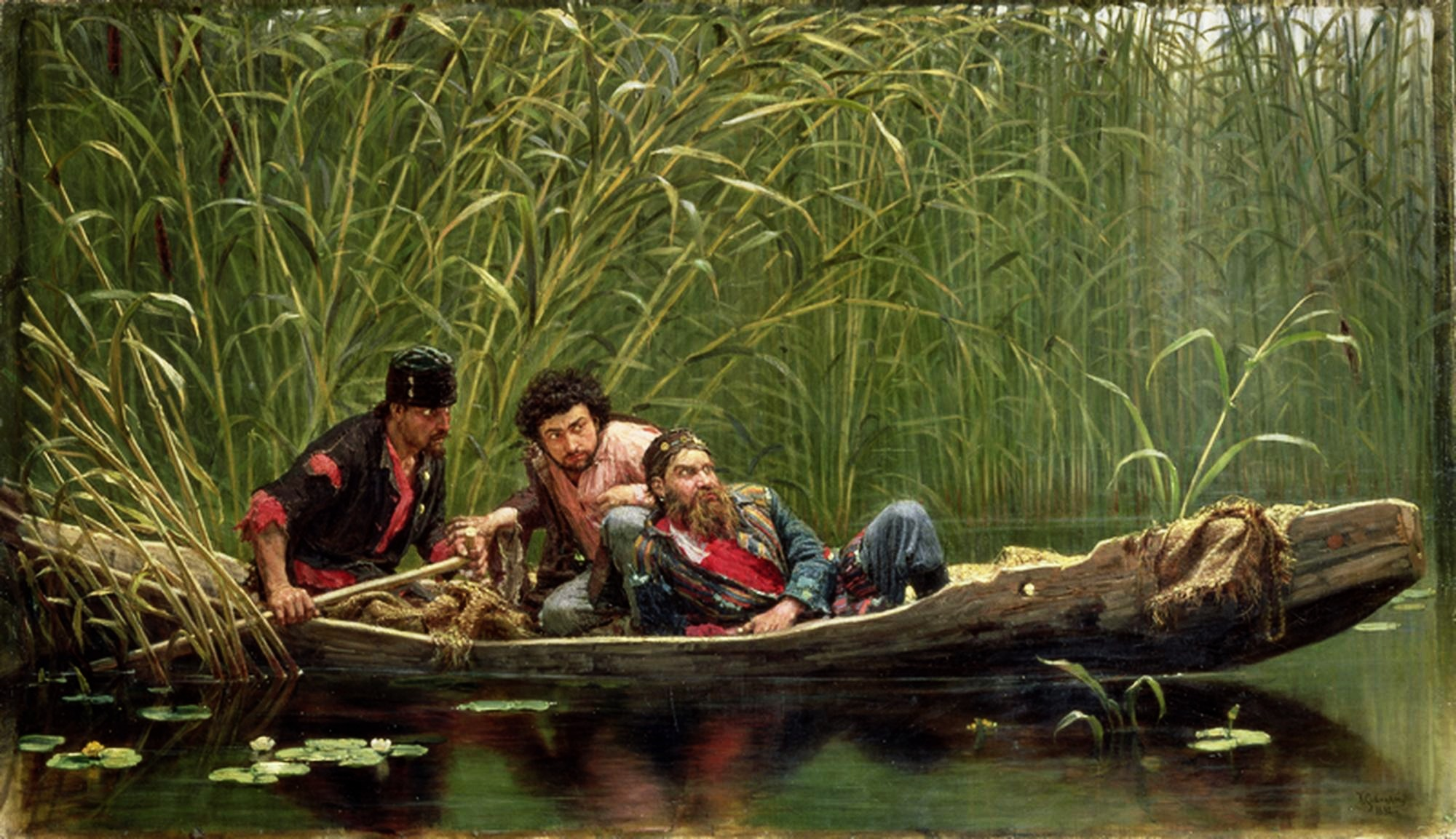
«Тёмные люди», картина Константина Савийкого (1882)

Лихой человек или «ведомый лихой человек», а также просто «ведомый» — с конца XV века и примерно до начала XVIII века обозначение профессиональных преступников, в том числе неоднократно совершавших преступления.

## Лихие люди по Судебнику 1497 года
Впервые термин «лихой человек» появляется в Судебнике 1497 года (ст. 8, 9, 13, 39, 43). Как отмечает Н. В. Власьев, это новое понятие для российского уголовного права. Ранее ни в одном источнике не обнаружено подобного обозначения.
Потребность в отделении «лихих людей» от «добрых», скорее всего, возникла вследствие роста преступности, наблюдавшегося в конце XV века и, особенно в середине XVI века, и необходимости борьбы с ней в условиях объединенного российского государства. Статус «лихого человека» влек за собой применение смертной казни. Имущество, оставшееся после казни лихого человека, шло на возмещение вреда пострадавшему от преступления (истцу). При этом ст. 8 Судебника специально подчеркивает невозможность отмены смертной казни для «лихого человека» и передачи обвинённого, при отсутствии у него имущества, истцу для отработки долга.
Облихование, то есть процедура отнесения того или иного человека к лихим, позволяло не выяснять конкретных обстоятельств совершения преступления этим человеком, а признание его лихим основывалось на показаниях «добрых людей». Виновность оговоренного подтверждалась не представлением доказательств, а крестным целованием (присягой) оговаривающих, которыми должны были быть 5-6 людей «добрых христиан» или «детей боярских» (см. статьи 12-13)

## Губная реформа
В 1530-х годах рост числа «лихих людей» и их жестокость в совершении преступлений привели к тому, что местному населению давалось право самостоятельно бороться с преступниками. Для этого была введена выборная должность губного старосты, целью которого и стала борьба с лихими людьми и разбоями, ими совершёнными. Губные грамоты предоставляли губным старостам право не только ловить и пытать лихих людей (в Судебнике 1497 года о пытках лихих людей не говорилось) с целью получения информации о преступлениях, ими совершённых, но и казнить их. Постепенно возрастает значение повального обыска в процедуре облихования, суть которого сводилась на тот момент к допросу и содействию в сыске преступника всех жителей той или иной местности.

## Лихие люди по Судебнику 1550 года
Закрепилась тенденция, связанная с тем, что по отношению к «лихим людям» важно было не конкретное выяснение обстоятельств совершённых ими преступлений, а выяснение фактической принадлежности лица к «ведомым лихим». Процесс облихования был более детализирован (ст. 52, 56, 57, 59, 60, 61, 71) в Судебнике 1550 года.
В статье 52 Судебника указывается, что если обвиняемого назовут лихим человеком, следует его пытать. Если скажут, что он добрый, надо дело вершить по суду. Одного облихования, как было в ст. 13 Судебника 1497 года, недостаточно, и облихованный подлежал пытке.
Собственное признание, совпадающее с данными повального обыска, становилось безусловным доказательством виновности, и обвиняемый подлежал смертной казни. Если пытаемый не признавался, он подвергался пожизненному тюремному заключению с обязательным возмещением иска. Возможность тюремного заключения для тех, кто был «облихован», но не признался под пыткой — новелла Судебника 1550 года.
Увеличивалось также количество добрых людей, привлекаемых к облихованию. Вместо 5-6 (по Судебнику 1497 года) требовалось уже от 10 до 20 человек. Кроме того, проводилась резкая дифференциация между показаниями детей боярских и чёрных людей. Показания 10-15 детей боярских приравнивались к показаниям 15-20 добрых крестьян.

## Лихие люди по Соборному уложению 1649 года
Постепенно понятие «лихой человек» утверждалось в области чисто уголовных деяний, не связанных с конкретно политической оппозицией государству. Соборное уложение уже в меньшей степени уделяло внимание этому понятию. Положение тех, кого относили к лихим людям, как и вся процедура «облихования», особых изменений не претерпели.
Позднее словосочетание «лихой человек» утратило свой юридический смысл (в основном во время правления Петра I), оставшись в качестве обыденного обозначения разбойников, особо опасных преступников.